# Pilumnus marshi
Pilumnus marshi is een krabbensoort uit de familie van de Pilumnidae. De wetenschappelijke naam van de soort is voor het eerst geldig gepubliceerd in 1901 door Rathbun.